# 聖カタリナの神秘の結婚 (フラ・バルトロメオ)
『聖カタリナの神秘の結婚』（せいカタリナのしんぴのけっこん、仏: Le Mariage mystique de sainte Catherine de Sienne, 英: The Mystic Marriage of Saint Catherine of Siena）は、イタリア盛期ルネサンスの画家フラ・バルトロメオが1511年に板上に油彩で制作した絵画である。玉座の台座に「Pro Pictore MDXI Bartholom Floren」と署名されており、画家は自身のために祈ることを鑑賞者に望んでいる。本来、フィレンツェのサン・マルコ修道院礼拝堂のために描かれたが、1512年にフィレンツェ市はオータンの司教ジャック・ユロー・シュヴェルニーに作品を贈り、後に司教は作品をオータンのサン・ラザール聖堂に寄贈した。作品はパリのルーヴル美術館に所蔵されている。 

## 歴史
8年11月3日の布告は教会財産の世俗化を命じた。また、1790年11月5日の法令は廃止された教会の動産の譲渡を指示した。この指示は1792年9月10日の布告により、美術作品と教会の装飾品にまで拡大された。オータンの教会では、神学校の大小2つの建物にあった2点の絵画がオータン県中央学院の素描絵画学院に寄託された。それらの絵画はヤン・ファン・エイクの『宰相ロランの聖母』 (ルーヴル美術館) と本作『聖カタリナの神秘の結婚』であった。1793年8月27日の法令により創設された暫定的委員会は、1795年に当時の中央美術館 (現在のルーヴル美術館) のためにこれら2点の絵画を送ることを目論んだ。フランス革命暦ジェルミナル (germinal) 8年 (1800年4月13日) に、内務大臣リュシアン・ボナパルトは、フランスの記念碑保存長官のアクサンドル・ルノワールを墓碑と記念碑を取得するためオータンに赴く新たな検視官に任命した。ルノワールはとりわけフラ・バルトロメオの本作に関心を抱き、オータンにおける抗議にもかかわらず、テルミドール8年9日 (1800年7月28日) に本作と『宰相ロランの聖母』をパリへと運ぶためにオータンの中央学院から接収した。オータンの行政官は、内務大臣ににオータンの中央学院から接収された「オータン美術館を飾っていた2点のみの貴重な作品」の補償をするよう要請した。補償として、オータン市は2点のグエルチーノの作品を含む5点の絵画を取得し、オータン中央学院の教授であったギヨーム・ボワショ (Guillaume Boichot) に委ねられた。

## 作品
絵画の画面前景左側には後ろ姿のシエナの聖カタリナが描かれている。彼女は、アレクサンドリアの聖カタリナと同じく幻のうちに自身がイエス・キリストと婚約するところを見たと伝えられる。本作は、半円形の簡潔荘重なアプスを背にして座る聖母マリアと幼子イエスを聖人たちが囲む「聖会話」の形式をとっている。
白衣に身を包んだ後ろ姿の聖カタリナはイエスから婚約の指輪を受け取ろうとしている。彼女のすぐ左隣にいるのは「使徒の王子聖ペテロ」で、天国の鍵を持っている。左から3番には聖ステファノ (頭部に石を打ちつけられて殉教したため、頭頂部に石が描かれている) がおり、聖母の右側には画家フラ・バルトロメオの守護聖人である聖バルトロメオがいる。
作品はレオナルド・ダ・ヴィンチ風のやわらかなスフマートによる色彩と古典的均整の取れた構図で描かれている。